# Europäische Olympische Winter-Jugendtage 1993
Die Europäischen Olympischen Winter-Jugendtage 1993 fanden vom 7. bis zum 10. Februar 1993 in Aosta in Italien statt.

## Sportarten
Es wurden 17 Wettkämpfe in 5 Sportarten ausgetragen.
- Biathlon
- Eiskunstlauf
- Shorttrack
- Ski Alpin
- Skilanglauf

## Medaillenspiegel
| Platz  | Mannschaft     | Gold | Silber | Bronze | Gesamt |
| ------ | -------------- | ---- | ------ | ------ | ------ |
| 1      | Russland       | 5    | 5      | –      | 10     |
| 2      | Italien        | 4    | 2      | 3      | 9      |
| 3      | Schweiz        | 2    | 1      | 1      | 4      |
| 4      | Belgien        | 1    | 1      | –      | 2      |
| 5      | Finnland       | 1    | –      | 1      | 2      |
| 5      | Polen          | 1    | –      | 1      | 2      |
| 7      | Slowenien      | 1    | –      | –      | 1      |
| 7      | Spanien        | 1    | –      | –      | 1      |
| 7      | Ungarn         | 1    | –      | –      | 1      |
| 10     | Schweden       | –    | 2      | –      | 2      |
| 10     | Ukraine        | –    | 2      | –      | 2      |
| 12     | Frankreich     | –    | 1      | 2      | 3      |
| 13     | Bulgarien      | –    | 1      | 1      | 2      |
| 13     | Estland        | –    | 1      | 1      | 2      |
| 13     | Norwegen       | –    | 1      | 1      | 2      |
| 16     | Tschechien     | –    | –      | 2      | 2      |
| 17     | Großbritannien | –    | –      | 1      | 1      |
| 17     | Rumänien       | –    | –      | 1      | 1      |
| 17     | Slowakei       | –    | –      | 1      | 1      |
| Gesamt | Gesamt         | 17   | 17     | 16     | 50     |